# الممنوع (فلم)
الممنوع (بالإنجليزية: The Forbidden)، هُو فيلم أوغندي صدر سنة 2018 وأخرجه كيزيتو صامويل.

## وصلات خارجية
- مقالات تستعمل روابط فنية بلا صلة مع ويكي بيانات